# Lenguas Nehan–Bougainville
La docena de lenguas Nehan-Bougainville son un grupo de lenguas oceánicas habladas en las Islas Green (Isla Nissan), Buka, Isla Bougainville e islas circundantes en Papúa Nueva Guinea.

## Idiomas
La unidad de la familia fue respaldada con un nivel de confianza del 95% por un análisis de 2008 de la Base de datos de vocabulario básico austronesio Dentro de la familia, Nehan y Saposa-Tinputz recibieron un apoyo del 92% frente a Piva-Bannoni.
- Piva–Bannoni': Piva (Lawunuia), Bannoni
- Nehan–Norte de Bougainville
  - Nehan (Nissan)
  - Saposa–Tinputz: Hahon, Saposa (Taiof) – Teop, Tinputz
  - Buka': Halia–Hakö, Petats
  - Papapana
  - Solos

Las lenguas buka, papapana y solos no se incluyeron en el análisis de 2008. Tradicionalmente se han clasificado como sucursales independientes de Nehan–North Bougainville. De las lenguas Saposa-Tinputz, se descubrió que Saposa y Teop se agrupaban entre sí.